# Michael Roes
Michael Roes (* 7. August 1960 in Rhede/Westfalen) ist ein deutscher Schriftsteller, Romanautor, Dichter, Essayist, Stückeschreiber, Anthropologe und Filmemacher.

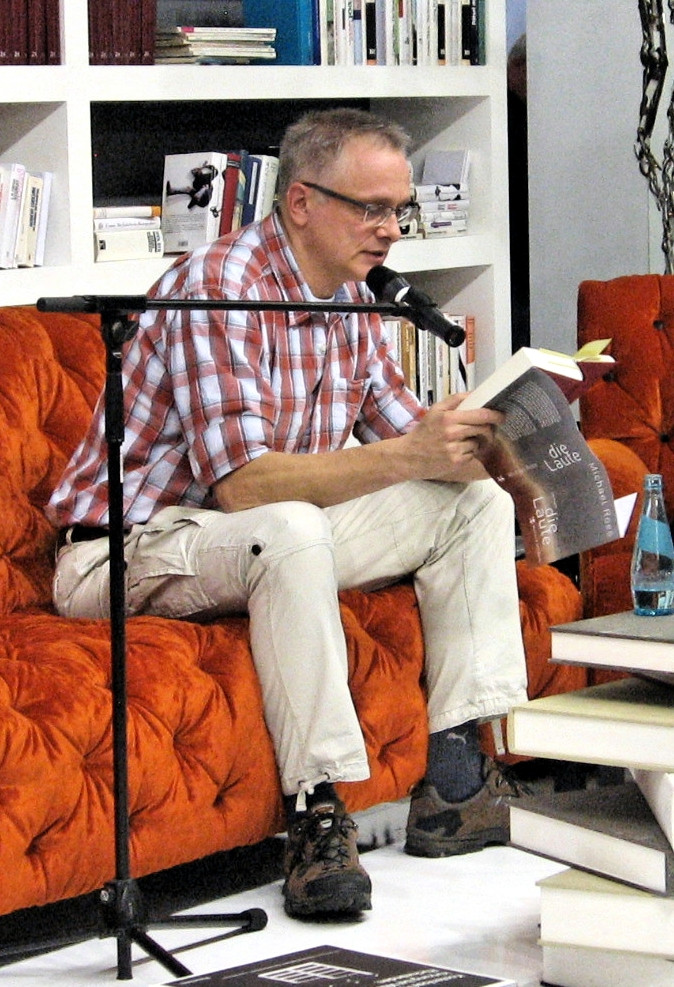
Michael Roes bei einer Lesung auf der Frankfurter Buchmesse 2012

## Leben
Michael Roes wuchs in Bocholt auf. Nach dem Abitur studierte er Psychologie, Philosophie und Germanistik an der Freien Universität Berlin, wo er 1985 in Psychologie diplomiert wurde.
Von 1987 bis 1989 war er Regie- und Dramaturgieassistent an der Berliner Schaubühne und den Münchner Kammerspielen.
Es folgte ein Studienaufenthalt in der Wüste Negev in Israel. 1991 promovierte Roes mit einer Arbeit über Isaak und wurde damit Doktor der Philosophie.
1993 wurde Michael Roes Fellow am Collegium Budapest. Im Rahmen eines ethnologischen Forschungsprojektes verbrachte er 1994/1995 ein Jahr im Jemen. Seine dortigen Studien verarbeitete er in dem Roman Rub' al-Khali. 
In den folgenden Jahren unternahm Roes vor allem Reisen nach Amerika und lebte längere Zeit in New York, wo er an seinem Roman Der Coup der Berdache und seinem literarischen Reise-Essay Haut des Südens arbeitete. Im Jahr 2000 drehte Roes in New York und dem Jemen seinen ersten Spielfilm, Someone is Sleeping in my Pain, einen „arabischen Macbeth“. 
Es folgten mehrere lange Aufenthalte in Algerien, in denen unter anderem der Roman Weg nach Timimoun, der Film Stadt des Glücks, eine Dokumentation des Alltags algerischer Jugendlicher, und Roes’ zweiter Spielfilm, Timimoun, eine „algerische Orestie“, entstanden.
2004 und 2006/2007 wurde Roes zu einer Gastprofessur an die Central European University, Budapest, eingeladen und arbeitete dort mit Studenten unter anderem an seinem Filmprojekt Elevation. Danach hielt er sich drei Monate in Nanjing auf und arbeitete an dem Roman Die Fünf Farben Schwarz, der im Herbst 2009 veröffentlicht wurde.
Von 2012 bis 2013 war Michael Roes Research Fellow am Internationalen Forschungskolleg Verflechtungen von Theaterkulturen der Freien Universität Berlin. Er ist Mitglied des PEN-Zentrums Deutschland.

## Werke
Michael Roes bemüht sich stets um die Interaktion mit dem Fremden. Seine literarische und filmische Arbeit beruht auf der Auseinandersetzung mit sehr unterschiedlichen Kulturen, von den nordamerikanischen Indianern im Roman Der Coup der Berdache, über das zeitgenössische China in Die Fünf Farben Schwarz, den walisischen Mythen in Lleu Llaw Gyffes, bis zur islamischen Welt in den Romanen Rub’ al-Khali / Leeres Viertel, Weg nach Timimoun, Nah Inverness und Geschichte der Freundschaft. Seine Arbeit ist von Synkretismus und der Lust am Experimentieren geprägt.
- Im Roman Rub’ al-Khali / Leeres Viertel, 1996 veröffentlicht, ist der Protagonist ein Anthropologe, der im Jemen traditionelle Kinderspiele und Tänze erforschen will. Sein Tagebuch stellt ein Nebeneinander von Reisebericht, Alltagsbeobachtungen und Reflexionen über das Spiel dar. Ein komplementärer Erzählstrang besteht aus dem Tagebuch eines Jemenreisenden aus dem frühen neunzehnten Jahrhundert, Alois Ferdinand Schnittke. Schnittkes Bericht ist geprägt von der Sensibilität für lokale Bräuche und einer aufklärerischen Haltung gegenüber der Arabischen Welt. Beide Tagebücher werden eng miteinander verflochten.[3]

- In dem Gedichtband Durus Arabij, Arabische Lektionen (1997) vermittelt Michael Roes ein interkulturelles Klangbild. Der israelische Komponist Amos Elkana vertonte 13 Gedichte aus dieser Sammlung.[4]

- Nah Inverness, im Jahr 2004 veröffentlicht, arbeitet ebenfalls mit zwei korrespondierenden Tagebuchsträngen. Hal Dumblatt, ein amerikanischer Regisseur, ist besessen von der Idee einer Macbeth-Verfilmung mit jemenitischen Stammeskriegern als Akteure. Die zweite Erzählebene bilden die Berichte von Ahmed, einem jemenitischen Offizier, der die Filmcrew begleitet und möglicherweise dem jemenitischen Geheimdienst berichtet. Die Romanhandlung beruht auf authentischen Erlebnissen: Im Jahr 2000 reiste Michael Roes mit einer kleinen Filmcrew in den Jemen, um dort seine Version von Macbeth mit dem Titel Someone is Sleeping in my Pain (2001) zu drehen.[5]

- Von 2003 bis 2006 arbeitete Michael Roes an einem weiteren Doppelprojekt: Timimoun. Auf mehreren Algerienreisen entstanden zunächst der Dokumentarfilm Stadt des Glücks (City of Happiness 2003/2004)[6] und der Spielfilm Timimoun (2004/2005), ein algerisches Roadmovie, basierend auf den griechischen Mythen um Agamemnon und Orest.[7]

- Der Roman Weg nach Timimoun (2006) folgt weitgehend dem Drehbuch und erzählt die Geschichte von Laid, einem jungen Fotografen, der von seiner Schwester Assia aufgefordert wird, die Ermordung ihres Vaters durch die Mutter zu rächen. Mit seinem Freund Nadir macht sich Laid auf den abenteuerlichen Weg von der Küstenstadt Bejaia in die Wüste.[8]

- 2006 drehte Roes im Rahmen einer Gastprofessur an der Central European University (CEU) in Budapest mit den beiden Hauptdarstellern aus Timimoun seinen dritten Spielfilm, Elevation. Das Drehbuch beruht auf Roes’ erstem Theaterstück, Aufriss (Uraufführung am Theater der Stadt Koblenz 1992),[9] und zeigt in kargen Schwarz-Weiß-Bildern die ausweglose Situation zweier Flüchtlinge an den Grenzen Europas.[10][11]

- 2009 veröffentlicht Michael Roes seinen China-Roman Die Fünf Farben Schwarz, der von der Reise des Leipziger Rhetorikprofessors Viktor Holz nach Nanjing erzählt. Verschränkt werden die Erinnerungen und Reflexionen des Ich-Erzählers mit einem philosophischen Essay über den Tod in 59 Teilen und einer Vielzahl von Beobachtungen über das Alltagsleben in China.[12]

- In dem Roman Geschichte der Freundschaft (2010) kehrt Roes nach Algerien zurück und erzählt die Geschichte der Freundschaft zwischen Matthias, einem Berliner Arzt, und dem algerischen Studenten Yanis, einer emotional wie kulturell äußerst schwierigen Beziehung zwischen zwei Männern, die aus völlig verschiedenen Welten stammen und versuchen, das Unmögliche zu leben: eine Begegnung mit dem Fremden, ohne das Fremde zu enteignen.[13]

- Aus zwei Perspektiven, eingerahmt vom Nahtoderlebnis einer bergab rasenden Fahrradfahrt ans Weichselufer, erzählt Michael Roes in Die Laute die Geschichte des jemenitischen Jungen Asis. Die eine beschreibt die Schulzeit des Jungen in Aden, das Erwachen des Gebärdendichters. In der anderen erzählt Asis selbst von seiner Arbeit an einer Oper über den Wettstreit zwischen Apoll und dem Faun Marsyas. Er lebt im Krakauer Industrieviertel Nowa Huta, hat einige Jahre bei dem polnischen Komponisten Adam Twardowski studiert und sortiert nachts am Flughafen Luftfracht. „Asis hört mit dem ganzen Leib. In seiner Oper verdichten sich brachiale Frequenzen zu marsyalischer Musik. Roes entwirft eine gebärdische Poetik des Schreckens, bringt das mythische Material wieder ‚auf Sendung‘. Der Roman führt in Urszenen des Erzählens und Ergriffenseins“, schreibt Hans Hütt in der Tageszeitung taz.[14] - Der Roman wurde 2012 für den Deutschen Buchpreis nominiert.

- Wie schon der Roman Die fünf Farben Schwarz spielt auch Die Legende von der Weißen Schlange in Nanjing, doch diesmal steht der 20-jährige Schauspieler, Breakdancer, Skater und Graffitikünstler Jian im Mittelpunkt. „Durch ihn gewinnt der Leser Einblick in die Verwerfungen des modernen China, das zwischen Tradition und Moderne seinen Weg noch finden muss“, erklärt Tobias Schmidt auf der Plattform literaturkritik.de. „Dass dies nicht in klischeebehaftete Bilder und Beschreibungen mündet, ist Michael Roes’ hochreflexiver Schreibweise zu verdanken, wie sie in all seinen Büchern souverän um Allgemeinplätze und Verallgemeinerungen navigiert und damit bekannte wie neue Perspektiven verbindet.“[15]

- „Eine preußische Liebesgeschichte“ nennt Michael Roes seine Romanbiographie Zeithain über Hans Hermann von Katte, den Freund des preußischen Kronprinzen Friedrichs. Dass diese Geschichte weder historisch verklärt noch romantisch verkitscht wird, liegt an der Erzählweise von Zeithain: In einer Gegenwartsebene ist der Ich-Erzähler, Philipp Stanhope, in den Besitz einiger Briefe Kattes an seine Tante Melusine von der Schulenburg geraten und macht sich auf die Suche nach den Orten, die bestimmend für Katte gewesen sind. Seine aktuellen Erlebnisse blenden in die mit großer Ruhe bald auktorial, bald aus der Ich-Perspektive erzählte Lebensgeschichte Kattes über. Dabei ist diese Spurensuche in der Vergangenheit in Wahrheit eine Suche nach sich selbst – „und eigentümlicher Weise ist es gerade die Gegenwart Philipp Stanhopes, die magisch aufgeladen und mitunter märchenhaft vernebelt wirkt, während die eigentliche Geschichte Hans Hermann von Kattes klar, rational und aufgeklärt erzählt wird“, kommentiert Veit Schubert in der Zeitschrift Mannschaft.[16] - „Roes gelingt das Kunststück“, schreibt Judith von Sternburg in der Frankfurter Rundschau, „Katte eine ihm adäquate, jedenfalls eine von ihm und seiner Erzählerposition überzeugende Sprache zu geben. Nüchtern wie er selbst, dabei aufmerksam beobachtend, wobei Katte selbst nicht registriert, wie empfindsam er ist. ‚Zeithain‘ ist eine Autobiografie in tagebuchhafter Echtzeit.“[17]

- Mit Spunk legte Roes 2023 einen Ende der 1970er Jahre spielenden Entwicklungsroman um einen jungen schwulen Dachdecker auf der Walz vor.[18]

In allen Romanen und Filmen von Roes werden interkulturelle Begegnungen als äußerst komplex und fragil dargestellt. Eine grundlegende Idee im Denken von Michael Roes ist die Überzeugung, dass das, was die Menschen an gemeinsamen Erfahrungen miteinander teilen, größer ist als das, was sie voneinander trennt. Sprache und Kultur können ein Hindernis für die Verständigung sein, aber die Erfahrung unserer körperlichen Empfindungen reiche tiefer: „Die gründe für die unterschiede im jeweiligen denken liegen nicht in den intellektuellen fähigkeiten, sondern in den unterschiedlichen sprachen begründet“, heißt es im Leeren Viertel. „Doch können wir uns verständigen. Denn gemeinsam haben wir unseren körper. Nicht kulturen begegnen einander, sondern gesichter, gerüche, stimmen.“
Neben Rasse und Geschlecht, Gender-Fragen und der Problematik des Sohnesopfers thematisiert er, vor allem in seinen Essays (Krieg und Tanz, Berlin 2007; Perversion und Glück, Berlin 2007, Engel und Avatar, Berlin 2011), auch immer wieder den Geltungs- und Objektivitätsanspruch wissenschaftlicher Literatur. In einem postmodernen Duktus hebt er die Grenzen von Wissenschaft und Literatur auf und verweist auf die Fragwürdigkeit von Einheitsmodellen und die plurale Verfassung von Wirklichkeit.

## Veröffentlichungen
- Lenau. Materialien. Bocholt 1989.
- Aufriß. Stück. Bad Homburg v.d.H. 1990.
- Tischsitten. Stück. Bad Homburg v.d.H. 1991.
- Jizchak. Versuch über das Sohnesopfer. Essay. Gatza, Berlin 1992, ISBN 3-928262-73-4.
- Jizchak. Versuch über das Sohnesopfer. Essay. Matthes & Seitz, Berlin 2005, ISBN 3-88221-711-1.
- Cham. Ein Symposion. Gatza, Berlin 1993, ISBN 3-928262-16-5.
- Lleu Llaw Gyffes. Roman. Gatza, Berlin 1994, ISBN 3-928262-35-1.
- Rub’ al-Khali – Leeres Viertel. Roman. Gatza bei Eichborn, Frankfurt am Main 1996, ISBN 3-8218-0639-7.
- Rub’ al-Khali – Leeres Viertel. Invention über das Spiel. Matthes & Seitz, Berlin 2010, ISBN 978-3-88221-708-7.
- Madschnun al-Malik / Der Narr des Königs. Ein Schelmenstück. Gatza bei Eichborn, Frankfurt am Main 1997, ISBN 3-8218-0653-2.
- Durus arabij / Arabische Lektionen. Gedichte. Eichborn, Berlin / Frankfurt am Main 1997, ISBN 3-8218-0664-8.
- Der Coup der Berdache. Roman. Berlin Verlag, Berlin 1999, ISBN 3-8270-0313-X.
- Haut des Südens. Eine Mississippi-Reise. Berlin Verlag, Berlin 2000, ISBN 3-8270-0366-0.
- David Kanchelli. Roman. Berlin Verlag, Berlin 2001, ISBN 3-8270-0393-8.
- Nah Inverness. Roman. Matthes & Seitz, Berlin 2004, ISBN 3-88221-710-3.
- Kain. Elegie. Gedichte. Matthes & Seitz, Berlin 2004, ISBN 3-88221-709-X.
- Weg nach Timimoun. Roman. Matthes & Seitz, Berlin 2006, ISBN 3-88221-864-9.
- Krieg und Tanz. Reden / Gespräche / Aufsätze. Matthes & Seitz, Berlin 2007, ISBN 978-3-88221-880-0.
- Perversion und Glück. Poetikvorlesungen. Matthes & Seitz, Berlin 2007, ISBN 978-3-88221-898-5.
- Ich weiß nicht mehr die Nacht. Roman. Matthes & Seitz, Berlin 2008, ISBN 978-3-88221-707-0.
- Die fünf Farben Schwarz. Roman. Matthes & Seitz, Berlin 2009, ISBN 978-3-88221-648-6.
- Geschichte der Freundschaft. Roman. Matthes & Seitz, Berlin 2010, ISBN 978-3-88221-534-2.
- mit Hinderk Emrich: Engel und Avatar. Matthes & Seitz, Berlin 2011, ISBN 978-3-88221-580-9.
- Die Laute. Roman. Matthes & Seitz, Berlin 2012, ISBN 978-3-88221-986-9.
- mit Rachid Boutayeb: Der eifersüchtige Gott. Alibri Verlag, Aschaffenburg 2013, ISBN 978-3-86569-165-1.
- Die Legende von der Weißen Schlange. Roman. Matthes & Seitz, Berlin 2014, ISBN 978-3-88221-194-8.
- mit Hinderk Emrich: Einige widersprüchliche Anmerkungen zur Vergeblichkeit der Liebe: Ein Gespräch. Alibri Verlag, Aschaffenburg 2015, ISBN 978-3-86569-186-6.
- Zeithain. Roman. Schöffling & Co., Frankfurt am Main 2017, ISBN 978-3-89561-177-3.
- mit Markus Daum: Der Körper des Fremden in Halb Inner Halb Ausser Halb, Bd. 2, modo Verlag, Freiburg i. B. 2018, ISBN 978-3-86833-235-3.
- Herida Duro. Roman. Schöffling & Co., Frankfurt am Main 2019, ISBN 978-3-89561-178-0.
- Melancholie des Reisens. Essays. Schöffling & Co., Frankfurt am Main 2020, ISBN 978-3895611797.
- Der Traum vom Fremden. Roman. Albino Verlag, Berlin 2021, ISBN 978-3-86300-323-4.
- Lesebuch Michael Roes. Anthologie. Aisthesis Verlag, Bielefeld 2022, ISBN 978-3-8498-1836-4.
- Tod in Aden. (Jemen-Trilogie. Bd. 1). Roman. KDP 2023, ISBN 979-8-38591-647-4.
- Die Juden von Raidah. (Jemen-Trilogie. Bd. 2), Roman. KDP 2023, ISBN 979-8-39277-188-2.
- Der blinde Regisseur. (Jemen-Trilogie. Bd. 3), Roman. KDP 2023, ISBN 979-8-38728-816-6.
- Spunk. Roman. Albino Verlag, Berlin 2023, ISBN 978-3-86300-361-6.

## Theaterpremieren
- Aufriss. Theater der Stadt Koblenz, 1992.
- Cham. Schauspielhaus Köln 1993.
- Madschnun Al-Malik. Schauspielhaus Düsseldorf, 1998.
- Durus Arabij. Berliner Festwochen, 1998.
- Kain. Elegie Hebbel Theater, Internationales Poesie Festival Berlin, 2004.
- Der Coup der Berdache. Palast der Republik, Berlin, 2004.

## Features
- Ein kurzer Sommer in Tichy. Tagebuch einer Reise in die rebellische Kabylei. Radiofeature, SWR Baden-Baden, WDR Köln, 2003.
- Der Internetharem. Radiofeature. WDR, Köln 2005.
- Weg nach Timimoun. Radiofeature. SWR, 2007.

## Filmografie
- Abdallah und Adrian. Dokumentarfilm, Jemen 1996.
- Someone is Sleeping in My Pain. Feature-Spielfilm, Jemen / USA 2000.
- City of Happiness. Dokumentarfilm, Algerien, 2003/2004
- Phaidra.Remade, Filmessay, Budapest 2004.
- Timimoun. Spielfilm, Algerien, 2004/2005
- Elevation. Spielfilm, Ungarn, 2006.
- Breakdance in China. Dokumentarfilm, China 2007/2012
- Bardo. Spielfilm, Tunesien 2016[20]

## Stipendien und Auszeichnungen
- 1991, 2007/2008 Jahresstipendium des Deutschen Literaturfonds
- 1993 Else-Lasker-Schüler-Dramatikerpreis (Stückepreis)
- 1994–1995 Fellowship am Wissenschaftskolleg zu Budapest
- 1995, 2000, 2005 Stipendien der Stiftung Preußische Seehandlung
- 1997 Literaturpreis der Stadt Bremen
- 1998 Mitglied im PEN-Zentrum Deutschland
- 2004 Stipendium der Niederländisch-Deutschen Kulturstiftung
- 2006 Alice Salomon Poetik Preis der Alice Salomon Hochschule Berlin Berlin[21]
- 2007 China-Stipendium des Auswärtigen Amtes[22]
- 2011 Stipendium der Stiftung für deutsch-polnische Zusammenarbeit (Villa Decius, Krakau)
- 2012 Poet in Residence des DAAD in Kabul, Afghanistan
- 2012 / 2013 Research Fellow am Internationalen Forschungskolleg Verflechtungen von Theaterkulturen der Freien Universität Berlin
- 2012 Nominierung des Romans Die Laute für den Deutschen Buchpreis[23]
- 2013 Spycher: Literaturpreis Leuk mit Mircea Cărtărescu[24]
- 2018 / 2019 37. Poetikdozentur der Universität Paderborn[25]
- 2020 Margarete-Schrader-Preis für Literatur[26]
- 2020 Annette-von-Droste-Hülshoff-Preis[27]
- 2021 Poet in Residence an der Universität Duisburg-Essen[28]
- 2022 Alfred-Döblin-Stipendium der Akademie der Künste zu Berlin[29]
- 2024 / 2025 Jahresstipendium Deutscher Literaturfonds[30]